# David Copperfield
|  | Per a altres significats, vegeu «David Copperfield (desambiguació)». |

David Copperfield és una novel·la, publicada entre el 1848 i el 1849, escrita per Charles Dickens, un dels grans mestres de la literatura anglesa, clar exponent de l'escriptura victoriana. En aquest llibre, Dickens reprèn aspectes autobiogràfics de la seva joventut i també cal dir que, al llarg de la història, podem observar diverses crítiques de la societat anglesa i del sistema.

## Anàlisi de l'obra
La història, a diferència de totes les altres novel·les de Dickens, és narrada des del punt de vista d'un narrador en primera persona. Això és degut als molts aspectes autobiogràfics que empra en l'obra.
La crítica la considera una Bildungsroman ('novel·la de formació'), així com poden ser Grans Esperances, del mateix Dickens, Jude el fosc de Thomas Hardy, The Way of All Fresh de Samuel Butler o Retrat de l'artista adolescent de James Joyce.
Com a Bildungsroman que és, inclou un tema principal, la disciplinació de la vida moral i emocional del protagonista del llibre (David Copperfeild, en aquest cas). Aprenem a anar en contra del "primer impuls erroni del cor indisciplinat", motiu que es repeteix a partir de totes les relacions i els personatges de la novel·la.
Els personatges, els podem classificar en "tres categories" diferents: els que tenen un esperit disciplinat, els que tenen un esperit indisciplinat, i, finalment, els que amb el temps, fruit de l'esforç i el sacrifici, aconsegueixen asserenar llur esperit. Agnès o el senyor Peggotty són clars exemples de la primera categoria, Uriah Hepp i Sterrforth (James) entrarien dins la segona classificació, i finalment, David Copperfeild seria el més clar exponent del tercer grup.
També cal apuntar que Dickens, en la seva obra, utilitza personatges i aspectes a manera de comparació i contrast entre si, tant a nivell intel·lectual com a nivell disciplinari, de manera que ens fa veure, de manera més clara, els defectes i virtuts de tots els personatges. Una comparació escaient és Agnès Wickfield i Dora Spenlow: Dora és immadura (fruit d'una vida faltada d'esforç i d'aprenentatges) i és incapaç de manejar situacions compromeses, començant a plorar desesperadament, mentre que Agnès resta calmada, segura de si mateixa, fins i tot en les situacions més tenses, quasi mai sotmetent-se als sentiments.

## Personatges (principals)
- David Copperfield, jr.
- Clara Copperfield (Clara Murdstone a l'inici de l'obra, fins a la seva mort, també als albors de la novel·la)
- Senyora Peggotty (durant part de la història, senyora Barkis, ja que es casa amb el senyor Barkis, que morirà a mitjans de la novel·la)
- Betsey Trotwood
- Senyor Dick
- Tomàs Traddles
- Senyor Wickifield
- Agnès Wickfield (al final Agnès Copperffield)
- Wilkins Micawber
- Emma Micawber
- James Steerforth
- Rosa Dartle
- Daniel Peggotty
- Ham Peggotty
- Emília
- Uriah Heep
- Doctor Strong
- Anna Strong
- Edward Murdstone
- Jane Murdstone
- Senyora Gummidge
- Dora Spenlow (Dora Copperfield durant una part de l'obra, ja que es casa amb David Copperfield, tot i morir cap al final de l'escrit)
- Senyor Creakle
- Senyor Chillip

## Publicacions
David Copperfield fou publicada en 19 fulletons mensuals de 32 pàgines i dues il·lustracions cadascuna. Els dibuixos foren fets per Hablot Knight Browne, més conegut com a Phiz.
- I - Maig del 1849 (capítols 1-3);
- II - Juny del 1849 (capítols 4-6);
- III - Juliol del 1849 (capítols 7-9);
- IV - Agost del 1849 (apítols 10-12);
- V - Setembre del 1849 (capítols 13-15);
- VI - Octubre del 1849 (capítols 16-18);
- VII - Novembre del 1849 (capítols 19-21);
- VIII - Desembre del 1849 (capítols 22-24);
- IX - Gener del 1850 (capítols 25-27);
- X - Febrer del 1850 (capítols 28-31);
- XI - Març del 1850 (capítols 32-34);
- XII - Abril del 1850 (capítols 35-37);
- XIII - Maig del 1850 (capítols 38-40);
- XIV - Juny del 1850 (capítols 41-43);
- XV - Juliol del 1850 (capítols 44-46);
- XVI - Agost del 1850 (capítols 47-50);
- XVII - Setembre del 1850 (capítols 51-53);
- XVIII - Octubre del 1850 (capítols 54-57);
- XIX-XX - Novembre del 1850 (capítols 58-64).